# Usuki Pioneer
Die Usuki Pioneer ist ein Massengutschiff, das zwischen 1985 und 1995 kommerziell erfolgreich mit einem kombinierten Motor- und Segelantrieb betrieben wurde.
Es wurden fast 20 Schiffe mit diesem Antrieb ausgerüstet.

## Geschichte
Nach dem Ende der „klassischen“ Segelfrachtschiffahrt wurden vor dem Hintergrund der hohen Bunkerpreise während der Ölkrisen Mitte der 1970er Jahre und Anfang der 1980er Jahre, weltweit Systeme entwickelt, mit denen versucht wurde, bei einem ansonsten herkömmlichen Frachtschiff mit Hilfe einer Segeleinrichtung den Kraftstoffverbrauch zu reduzieren.
Schon Mitte 1979 lief das nur 83 BRT große Segel-Motorschiff Mini Daigo vom Stapel, an dem eine ähnliche Segelanlage erfolgreich erprobt wurde. Dieses Grundkonzept wurde 1980 bei der erheblich kleineren Segelmotortanker Shin Aitoku Maru durch Nippon Kokan in Zusammenarbeit mit der JAMDA (JApan Machinery Development Association) entwickelt und umgesetzt.
Aufgrund der so erhaltenen Erfahrungen beauftragte die Nakamura Steamship Company in Kōbe 1984 die japanische Usuki Tekkosho Werft in Saiki mit dem Bau der Usuki Pioneer. Einsatzgebiet der Usuki Pioneer war der Holz- und Getreidetransport zwischen Japan und der amerikanischen Westküste. Der eigentliche Motorsegelbetrieb konnte bis zu einer Windstärke von 9 Beaufort erfolgen und wurde bis 1993 ohne nennenswerte Störungen durchgeführt, es kam in einem südostchinesischen Hafen allerdings zu einer Kollision der Segelanlage mit Hafeneinrichtungen. 1995 wurde die Segelanlage abgebaut, da steigender Wartungs- und Reparaturbedarf der Segel bei den um diese Zeit niedrigeren Bunkerpreisen keinen effizienten regulären Betrieb mehr erlaubten.
1987 wurde das Schiff in Swift Wings umbenannt und fährt nach mehreren Eigner- und Namenswechseln seit 2011 unter ihrem heutigen Namen Thepsupharat.

## Segelanordnung
Die beiden von N.K.K. entwickelten automatisch gesteuerten starren, aber faltbaren JAMDA-Segel sind an einem vorderen und einem hinteren Mast angebracht und sollten je nach Fahrtroute und Wind eine Treibstoffersparnis zwischen 10 und 30 Prozent bringen.
Die Ergebnisse waren besser als erwartet, wahrscheinlich aufgrund der besseren Rolldämpfung.